# Патрисија Адер Говати
Патрисија Адер Говати (енгл. Patricia Adair Gowaty) је амерички еволуциони биолог.  

## Биографија
Дипломирала је биологију на Универзитету Тулане и докторирала је зоологију на Универзитету Клемсон 1980. године. Ради као професор на Универзитету Калифорније у Лос Анђелесу. Позната је по својим чланцима о понашању и еволуцији људи и животиња, аутор је и уредник књиге која настоји да комбинује феминистичку теорију и дарвинистичку еволуциону биологију. Бави се питањем и ефектима силовања у разумевању еволуције човека. Њена недавна истраживања су се фокусирала на концепт репродуктивне компензације у популационој генетици. Године 2012. је са колегама оповргнула прецизну репликацију класичног експеримента Ангуса Џона Бејтмана о сексуалној селекцији винских мушица. Удата је за биолога Стивена П. Хубела са којим је коаутор многих чланака у часописима о екологији и еволуционој биологији.